# Johan Wilhelm Bratt
Johan Wilhelm Bratt, född 28 september 1842 i Kristine församling i Göteborg, död 4 december 1914 i Vasa församling i Göteborg, var en svensk köpman och politiker.
Efter läroverksstudier genomgick han Göteborgs handelsinstitut och anställdes därefter i faderns firma J.W. Bratt & Söner, som var i vinbranschen. Åren 1894–1906 satt han som ledamot i Göteborgs stadsfullmäktige. Bratt hade flera tunga kommunala uppdrag i Göteborg.
Han var son till handlanden Johan Wilhelm Bratt.